# 路易斯·巴特列·贝雷斯
路易斯·巴特列·贝雷斯（Luis Conrado Batlle y Berres，1897年11月26日—1964年7月15日），乌拉圭新闻记者、总统（1947—1951）、首席执行官（1953—1954）。总统何塞·巴特列-奥多涅斯之侄。他主张民主和公民自由，直言不讳地批评美国支持拉美的独裁统治。1923—1933年和1942—1947年为众议员，1943—1945年任众议院议长，1946年当选副总统，托馬斯·瓦雷塔总统死后继任总统。他的政府吸引大量外国投资。后乌拉圭实行由九人委员会执政的体制，他于1953年和1954年两度当选为该委员会主席。后任委员至1959年。他的红党在1958年选举中被反对派白党击败。1948年创办《行动报》，宣传他的政治主张。他还拥有设在阿列尔的广播电台。